# Blatno
Blatno je naselje u Općini Brežice u istočnoj Sloveniji. Blatno se nalazi u pokrajini Štajerskoj i statističkoj regiji Donjoposavskoj. 

## Stanovništvo
Prema popisu stanovništva iz 2002. godine Blatno je imalo 157 stanovnika.

### Etnički sastav
1991. godina:
- Slovenci: 165 (99,4%)
- nepoznato: 1

## Vanjske poveznice
- Satelitska snimka naselja  Arhivirana inačica izvorne stranice od 29. srpnja 2017. (Wayback Machine)